# Brahim Thiam
Pour les articles homonymes, voir Thiam.
Brahim Thiam, né le 24 février 1974 à Saint-Denis, est un ancien footballeur international malien. Il a également été consultant sur la chaîne beIN Sports.

## Biographie
Né en région parisienne d'un père malien et d'une mère française, il est très attaché au club du Red Star[réf. nécessaire].
Ce stoppeur au physique imposant (1,86 m pour 84 kg) prend sa retraite de joueur en mai 2010. Malgré ses carences dans les relances au pied, son impact physique et son sens de l'anticipation en font un défenseur solide et rassurant.
Formé à Montpellier, Brahim ne porte jamais le maillot de l'équipe première, ce qui ne l'empêche pas d'être sélectionné en équipe de France espoir pour le Tournoi de Toulon 1993 où il est finaliste, ce qui lui permet de jouer avec des joueurs comme Ibrahim Ba, Florian Maurice, Bernard Diomède ou Steve Marlet.
Après trois saisons dans des clubs de National, il décide de s'expatrier en Espagne et il rejoint Levante. Le club est relégué mais il poursuit son aventure ibérique à Malaga, et intègre également l'équipe nationale du Mali.
Il n'y reste qu'une saison et après quelques essais infructueux en Angleterre, il signe au Red Star, en National, en octobre 1999. Il devient capitaine de l'équipe mais la deuxième année est difficile et le club est relégué en CFA.
En 2001, il signe au FC Istres où il devient titulaire assez rapidement. Après trois saisons pleines dans les Bouches-du-Rhône, le club accède à la Ligue 1 en 2004. La saison suivante est très difficile et malgré ses 30 matchs, le club finit dernier et descend en Ligue 2. 
En 2005, il s'engage avec le SM Caen, relégué également en Ligue 2, pour 450 000 euros. Il signe un contrat de deux ans, plus une option pour une année supplémentaire. Lors de ses deux premières saisons au Stade Malherbe, en Ligue 2, il est l'un des piliers de la défense normande et participe grandement à la montée du club en Ligue 1 en 2006-2007. Malgré le recrutement de plusieurs joueurs à son poste (Karl Svensson et Florian Boucansaud notamment), il décide de rester dans le club bas-normand et batailler pour gagner sa place dans le onze de départ. Remplaçant en début de saison, la blessure de ses coéquipiers lui permet de disputer 16 matchs de Ligue 1 en 2007-2008, mais il finit la saison sur le banc, Franck Dumas lui préférant Grégory Leca. À l'intersaison 2008, il est en contact avec le RC Lens mais reste finalement à Caen. 
L'entraîneur ne comptant plus sur lui, son début de saison 2008-2009 se fait en équipe réserve. La relation entre les deux protagonistes se dégrade à la suite d'un refus du joueur d'évoluer une nouvelle fois en équipe B fin août. Ne jouant aucun match en Ligue 1 jusqu'en janvier 2009, il devient une des priorités de recrutement pour Luis Fernandez, nouvel entraîneur du Stade de Reims, pour lequel il s'engage le 30 janvier 2009. Il devient alors l'un des piliers de l'équipe du technicien français en jouant 14 matchs de Ligue 2 et inscrit même 3 buts. Ayant convaincu les dirigeants rémois, il prolonge son contrat avec ce club d'une saison. Négligeant quelque peu la préparation pour la saison 2009-10, il ne joue que 5 matchs. En mai 2010, il prend sa retraite de joueur de football.
Il joue son dernier match le 21 mai 2010 au Stade Auguste-Delaune contre le Hyères FC et déclare « J'ai eu la chance de vivre quatre montées. A Malaga, en Espagne, il y avait 40 000 personnes, la ferveur était incroyable. Avec Istres où je crois que j'ai fait la meilleure saison de ma carrière, on est monté alors que personne ne nous attendait. Avec Caen, il y avait beaucoup de pression et on y est arrivé. Ici j'ai aussi passé de supers moments et cette accession me tient tout autant à cœur. Au final, je suis heureux de ce que le foot m'a apporté.»
En 2012, il devient consultant pour la chaîne sportive beIN Sports pour les matchs de Ligue 2 et d'Europa Ligue. Durant la coupe du monde 2014 qui se déroule au Brésil, il commente des matchs en compagnie de Xavier Domergue.
A l'été 2020, il quitte beIN Sports. Depuis, il conseille des joueurs dans leur carrière.

## Carrière
- 1991-1994 :  Montpellier HSC
- 1994-1995 :  FC Bourges
- 1995-1996 :  FC Saint-Leu
- 1996-1997 :  Saint-Denis Saint-Leu
- 1997-1998 :  Levante UD
- 1998-1999 :  Málaga CF
- 1999-2001 :  Red Star
- 2001-2005 :  FC Istres
- 2005-janv. 2009 :  SM Caen
- janv. 2009-2010 :  Stade de Reims
- 2011-2012 :  CS Villeneuve
- 2012-2013 :  SC Tinqueux
- 2012-2013 :  CA Police de Reims[11]

## Palmarès
- Vice-champion de France de Ligue 2 en 2007 avec le SM Caen
- Finaliste du Tournoi de Toulon en 1993 avec l'équipe de France des moins de 20 ans
- International malien à 11 reprises de 2001 à 2006
- 4e de la CAN 2004 avec l'équipe du Mali